# Confederación Campesina del Perú
La Confederación Campesina del Perú (CCP, en quítxua Piruw Chakraruna Hatun Tantanakuy) és una organització camperola e indígena del Perú, fundada en 1947. Va exercir un paper fonamental en les lluites de les comunitats indígenes en la Serra del Perú per a recuperar les seves terres.
Promou el desenvolupament sostenible de la petita agricultura i enforteix les seves organitzacions per capacitar els seus dirigents.
La CCP és membre de la Coordinadora Andina de Organizaciones Indígenas, de la Coordinadora Latinoamericana de Organizaciones del Campo (CLOC) i del Moviment Internacional "Vía Campesina".
La Confederación Campesina del Perú va ser fundada l'11 d'abril de 1947 per representants de comunitats pageses (ayllus), bracers, yanaconas i pobles indígenes. El primer Secretari General va ser Juan Hipólito Pévez Oliveros, camperol d'Ica, i el secretari d'organització va ser Ernesto Quispe Ledesma, avui advocat a la província de la Convenció, Cusco. Un líder important de la CCP va ser també l'activista trotskista Hugo Blanco Galdós.
La CCP va figurar en la presa de terres a La Convención (Cusco), a Pasco i Junín als anys 60 i a Andahuaylas i Chincheros el 1974.
La CCP va donar suport a l'expropiació de les hisendes pel govern del general Juan Velasco Alvarado, però va criticar la formació de supercooperatives com les SAIS (Societats Agrícoles d'Interès Social) i va defensar el dret de les comunitats pageses a recuperar les terres de les hisendes adjudicades a les SAIS. El 1978 la CCP tenia 250.000 membres.
En 1987, pagesos organitzats en la CCP van aconseguir recuperar 2 milions d'hectàrees al departament de Puno.
Atès que la majoria dels seus seguidors són comuners quítxues dels Andes, la CCP lluita també pels drets culturals dels indígenes i per a l'enfortiment del quítxua i participa en trobades quítxues i indígenes a nivell nacional i internacional.
En 2001 la CCP va afegir objectius ecològics a la seva agenda política.
Entre 2006 i 2011 va haver-hi dos activistes de la CCP al Congrés del Perú, Hilaria Supa Huamán del Cusco (prèviament dirigent de la Federació Departamental de Pagesos del Cusco) i Juana Huancahuari d'Ayacucho (presidenta de la Federació Agrària Departamental de Ayacucho, integrant del Comitè Executiu Nacional de la CCP fins a 2005).